# نهر سوسيتنا
نهر سوسيتنا (بالإنجليزية: Susitna River) هو نهر يمتد على طول 313 ميل (504 كـم) يقع في جنوب وسط ألاسكا. ويعتبر خامس عشر أكبر نهر في الولايات المتحدة، حسب متوسط حجم التفريغ عند مصبه. يمتد النهر من نهر سوسيتنا الجليدي إلى ممر كنيك في مضيق كوك.

## تاريخ
تم تسمية نهر سوسيتنا من قبل سكان سكان ألاسكا الأصليين وتعني "النهر الرملي". وقد تم استكشاف النهر لأول مرة من قبل المستكشفين في عام 1834 حيث كان يستوطنه شعب الكريول (الأمريكيون الأصليون في الولايات المتحدة)، وربما حصل الروس على الاسم في ذلك الوقت، وسجلته دائرة الهيدروغرافيا الروسية على الرسم البياني 1378 بتاريخ 1847 باسم "نهر سوشيتنا" (بالروسية: Сушитна؛ Sušitna). تطور التهجئة الحالية للاسم لأسباب تتعلق بتلطيف التعبير. أفاد تعداد 1890 أن قرية سوسيتنا الواقعة على الضفة الشرقية للنهر كان بها 146 من سكان شعب كيناي الأصليين و 27 منزلاً.

## المسار
ينطلق نهر سوسيتنا من نهر سوسيتنا الجليدي، في سلسلة جبال ألاسكا، ويتدفق جنوب غربًا إلى كوك إنليت، ويعبر غربا مدينة أنكوريج على طول 24 ميل (39 كـم).
هناك العديد من الأنهار التي تصب في نهر سوسيتنا بما في ذلك نهر إيست فورك ونهر فورك الجنوبي. ويعتبر نهر ليتل سوسيتنا نظام نهري منفصل يتدفق إلى مدخل كوك على الجانب الآخر من سوسيتنا فلاتس. يصرف نهر سوسيتنا مع نهر ماتانوسكا وادي ماتانوسكا-سوسيتنا الواسع جنوب سلسلة جبال ألاسكا.

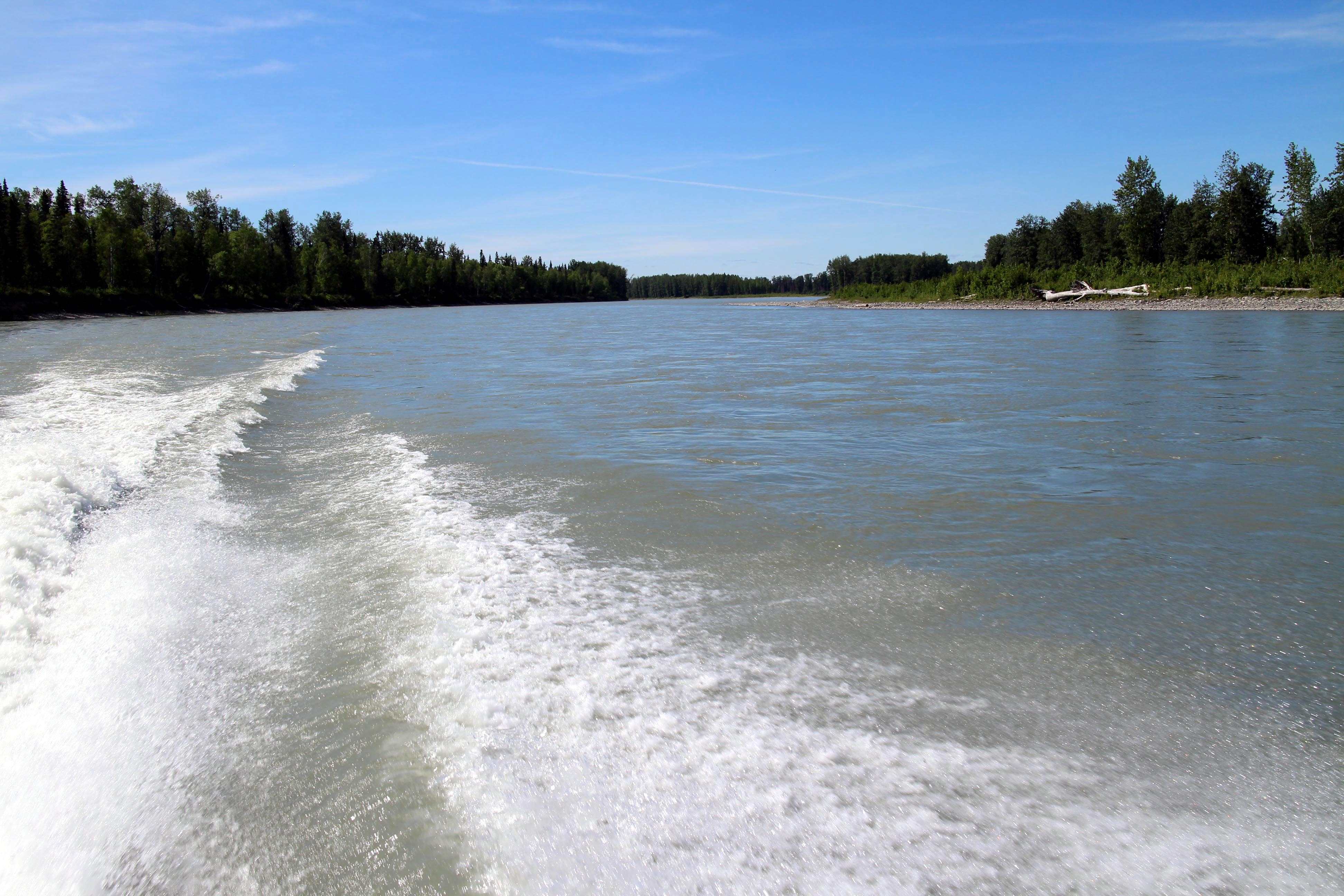
نهر سوسيتنا في يوم مشمس صافٍ في يونيو 2015 بالقرب من تالكيتنا.

## الروافد
- نهر إيست فورك سوسيتنا
- ويست فورك نهر سوسيتنا
- نهر ينتنا
- نهر ديشكا
- نهر تالكيتنا
- نهر شوليتنا
- نهر أوشتنا
- نهر تيون
- نهر ماكلارين